# Rupertiella
Rupertiella é um género monotípico de plantas com flores pertencentes à família Menispermaceae. A única espécie é Rupertiella boliviana.
A sua área de distribuição nativa é do oeste da América do Sul até ao Brasil.